# Senátní obvod č. 9 – Plzeň-město
Senátní obvod č. 9 – Plzeň-město je podle zákona č. 247/1995 Sb. tvořen okresem Plzeň-město bez městského obvodu Plzeň 2-Slovany a bez obcí Dýšina, Chrást, Chválenice, Kyšice, Letkov, Lhůta, Losiná, Mokrouše, Nezbavětice, Nezvěstice, Starý Plzenec, Šťáhlavy, Štěnovický Borek a Tymákov, tedy jen zbývajícími 9 plzeňskými městskými obvody.
Současným senátorem je od roku 2014 Lumír Aschenbrenner, člen ODS. V Senátu je členem Senátorského klubu ODS a TOP 09. Dále působí také jako místopředseda Výboru pro hospodářství, zemědělství a dopravu.

## Senátoři
| Volby | Volby                                     | Senátor | Senátor             | Volební strana | Navrhující strana | Politická příslušnost | Odkaz  |
| ----- | ----------------------------------------- | ------- | ------------------- | -------------- | ----------------- | --------------------- | ------ |
|       | 1996                                      |         | Bohumil Kulhánek    | ODS            | ODS               | ODS                   | profil |
|       | 2002                                      |         | Richard Sequens     | US-DEU         | US-DEU            | BEZPP                 | profil |
|       | 2008                                      |         | Jiří Bis            | ČSSD           | ČSSD              | ČSSD                  | profil |
|       | 2014                                      |         | Lumír Aschenbrenner | ODS, KČ        | ODS               | ODS                   | profil |
| 2020  | ODS, TOP 09, KDU-ČSL, ADS, Monarchiste.cz |         | Lumír Aschenbrenner |                | ODS               | ODS                   | profil |

## Volby

### Rok 1996
První senátní volby se konaly v roce 1996 a v tomto obvodě se volilo na plný mandát v délce šesti let. V prvním kole dopadl nejlépe kandidát vládní ODS a plzeňský komunální politik Bohumil Kulhánek, který obdržel 49,1 % a jen těsně mu tedy uniklo vítězství už v prvním kole. Do druhého kola společně s ním postoupil ještě vědec a kvestor ZČU Josef Průša z ČSSD, ten ale nakonec dostal pouze 37,6 % hlasů a mandát získal podle očekávání Kulhánek.
| Kandidát | Kandidát                    | Volební strana | Navrhující strana | Politická příslušnost | Počet hlasů (1. kolo) | %     | Počet hlasů (2. kolo) | %     |
| -------- | --------------------------- | -------------- | ----------------- | --------------------- | --------------------- | ----- | --------------------- | ----- |
|          | Bohumil Kulhánek            | ODS            | ODS               | ODS                   | 19 719                | 49,09 | 24 077                | 62,38 |
|          | doc. Ing. Josef Průša, CSc. | ČSSD           | ČSSD              | ČSSD                  | 8 426                 | 20,98 | 14 523                | 37,62 |
|          | Ing. Miroslav Pihrt         | KSČM           | KSČM              | KSČM                  | 4 070                 | 10,13 | —                     | —     |
|          | Ing. Pavel Stelzer          | ODA            | ODA               | BEZPP                 | 3 781                 | 9,41  | —                     | —     |
|          | MUDr. František Pillmann    | NK             | NK                | ODS                   | 1 816                 | 4,52  | —                     | —     |
|          | Ing. Drahomíra Šťáralová    | SŽJ            | SŽJ               | SŽJ                   | 1 616                 | 4,02  | —                     | —     |
|          | MUDr. Josef Tvrzký          | SZ             | SZ                | SZ                    | 737                   | 1,83  | —                     | —     |

### Rok 2002
Druhé senátní volby se zde uskutečnily až v roce 2002 a o senátorský post se zde ucházeli pouze čtyři kandidáti. Vítězi prvního kola Richardu Sequensovi, podobně jako před šesti lety Bohumilu Kulhánkovi, těsně uniklo vítězství již v prvním kole, když obdržel 47 % hlasů. Z druhého místa postoupil ještě bývalý občanskodemokratický primátor Plzně Zdeněk Prosek, tomu ale Sequens, který kandidoval jako nestraník za US-DEU, nedal v druhém kole žádnou šanci a díky 74 % hlasů se stal novým plzeňským senátorem.
| Kandidát | Kandidát                     | Volební strana | Navrhující strana | Politická příslušnost | Počet hlasů (1. kolo) | %     | Počet hlasů (2. kolo) | %     |
| -------- | ---------------------------- | -------------- | ----------------- | --------------------- | --------------------- | ----- | --------------------- | ----- |
|          | MUDr. Richard Sequens, Ph.D. | US-DEU         | US-DEU            | BEZPP                 | 12 629                | 46,95 | 22 570                | 74,02 |
|          | Zdeněk Prosek                | ODS            | ODS               | ODS                   | 6 383                 | 23,73 | 7 921                 | 25,97 |
|          | Jana Bystřická               | KSČM           | KSČM              | KSČM                  | 4 991                 | 18,55 | —                     | —     |
|          | Jiří Samek                   | ČSSD           | ČSSD              | ČSSD                  | 2 892                 | 10,75 | —                     | —     |

### Rok 2008
Stávající senátor Richard Sequens obhajoval svůj mandát i ve volbách v roce 2008, nyní však jako nestraník za stranu SOS. Postup do druhého kola mu však unikl. V něm se po vyrovnaném prvním kole střetli nestraník za ODS lékař Zdeněk Rokyta a dlouholetý plzeňský komunální politik Jiří Bis z ČSSD. Bis byl nakonec o něco úspěšnější a po zisku 53 % nahradil Sequense v senátorském křesle.
| Kandidát | Kandidát                                  | Volební strana | Navrhující strana | Politická příslušnost | Počet hlasů (1. kolo) | %     | Počet hlasů (2. kolo) | %     |
| -------- | ----------------------------------------- | -------------- | ----------------- | --------------------- | --------------------- | ----- | --------------------- | ----- |
|          | Ing. Jiří Bis                             | ČSSD           | ČSSD              | ČSSD                  | 10 694                | 26,58 | 16 795                | 52,97 |
|          | doc. MUDr. Zdeněk Rokyta, CSc.            | ODS            | ODS               | BEZPP                 | 10 975                | 27,28 | 14 906                | 47,02 |
|          | MUDr. Richard Sequens, Ph.D.              | SOS            | SOS               | BEZPP                 | 9 830                 | 24,44 | —                     | —     |
|          | PhDr. Ing. Mgr. et Mgr. Jiří Valenta, DBA | KSČM           | KSČM              | KSČM                  | 5 669                 | 14,09 | —                     | —     |
|          | BcA. Vladimír Líbal                       | SZ             | SZ                | BEZPP                 | 2 135                 | 5,30  | —                     | —     |
|          | Ing. arch. Oldřich Kodeda                 | KČ             | KČ                | BEZPP                 | 917                   | 2,27  | —                     | —     |

### Rok 2014
Jiří Bis ve volbách v roce 2014 svůj mandát neobhajoval a ČSSD místo něj do voleb postavila lékaře Václava Šimánka, ten obsadil v prvním kole druhé místo. Porazil ho pouze plzeňský komunální politik Lumír Aschenbrenner, který kandidoval jako společný kandidát ODS a Koruny české. Aschenbrenner byl ve druhém kole o něco úspěšnější a po zisku 54,3 % rozšířil řady politiků ODS v Senátu.
| Kandidát | Kandidát                         | Volební strana | Navrhující strana | Politická příslušnost | Počet hlasů (1. kolo) | %     | Počet hlasů (2. kolo) | %     |
| -------- | -------------------------------- | -------------- | ----------------- | --------------------- | --------------------- | ----- | --------------------- | ----- |
|          | Ing. Lumír Aschenbrenner         | ODS, KČ        | ODS               | ODS                   | 7 783                 | 24,72 | 8 885                 | 54,26 |
|          | MUDr. Václav Šimánek, Ph.D.      | ČSSD           | ČSSD              | ČSSD                  | 6 737                 | 21,40 | 7 489                 | 45,73 |
|          | Mgr. Miloslava Rutová            | ANO            | ANO               | ANO                   | 6 012                 | 19,09 | —                     | —     |
|          | doc. PhDr. Ladislav Cabada, Ph.D | TOP 09, STAN   | TOP 09            | BEZPP                 | 4 612                 | 14,65 | —                     | —     |
|          | RSDr. Ing. Karel Kvit            | KSČM           | KSČM              | KSČM                  | 2 820                 | 8,95  | —                     | —     |
|          | Ing. Petr Rybář                  | KDU-ČSL        | KDU-ČSL           | KDU-ČSL               | 1 597                 | 5,07  | —                     | —     |
|          | Bc. Jiřina Holotová              | Úsvit          | Úsvit             | BEZPP                 | 1 214                 | 3,85  | —                     | —     |
|          | Michal Drabík                    | APPlzeň.cz     | APPlzeň.cz        | BEZPP                 | 702                   | 2,23  | —                     | —     |

### Rok 2020
| Kandidát | Kandidát                 | Volební strana                            | Navrhující strana | Politická příslušnost | Počet hlasů (1. kolo) | %     | Počet hlasů (2. kolo) | %     |
| -------- | ------------------------ | ----------------------------------------- | ----------------- | --------------------- | --------------------- | ----- | --------------------- | ----- |
|          | Ing. Lumír Aschenbrenner | ODS, TOP 09, KDU-ČSL, ADS, Monarchiste.cz | ODS               | ODS                   | 13 151                | 34,93 | 8 425                 | 59,33 |
|          | Mgr. Daniel Kůs          | Piráti                                    | Piráti            | Piráti                | 8 032                 | 21,33 | 5 773                 | 40,66 |
|          | MUDr. Jindřich Sitta     | STAN                                      | STAN              | BEZPP                 | 6 175                 | 16,40 | —                     | —     |
|          | MUDr. Jiří Liška, CSc.   | ČSSD                                      | ČSSD              | ČSSD                  | 3 766                 | 10,00 | —                     | —     |
|          | Ing. Oldřich Fencl       | SPD                                       | SPD               | SPD                   | 3 481                 | 9,24  | —                     | —     |
|          | Václav Heřman            | KSČM                                      | KSČM              | KSČM                  | 3 034                 | 8,06  | —                     | —     |

## Volební účast
|  | nejvyšší volební účast |  | nejnižší volební účast |

| Rok  | % (1. kolo) | % (2. kolo) |
| ---- | ----------- | ----------- |
| 1996 | 36,81       | 35,05       |
| 2002 | 24,83       | 30,00       |
| 2008 | 40,00       | 29,59       |
| 2014 | 32,13       | 15,55       |
| 2020 | 39,08       | 14,04       |